# Campeonato Mundial de Lucha de 1998
El L Campeonato Mundial de Lucha se realizó en tres sedes diferentes: la lucha grecorromana en Gävle (Suecia) entre el 27 y el 30 de agosto, la lucha libre masculina en Teherán (Irán) entre el 7 y el 10 de septiembre y la lucha libre femenina en Poznań (Polonia) entre el 8 y el 10 de octubre de 1998. Fue organizado por la Federación Internacional de Luchas Asociadas (FILA) y las correspondientes federaciones nacionales de los países sedes respectivos.

## Resultados

### Lucha grecorromana masculina
| Evento | Oro                             | Plata                           | Bronce                      |
| ------ | ------------------------------- | ------------------------------- | --------------------------- |
| 54 kg  | Sim Kwon-Ho Corea del Sur       | Marian Sandu · Rumania          | Jaled Al-Faraj Siria        |
| 58 kg  | Kim In-Sub Corea del Sur        | Sheng Zetian China              | Armen Nazarian Bulgaria     |
| 63 kg  | Mjitar Manukian · Kazajistán    | Şeref Eroğlu Turquía            | Choi Sang-Sun Corea del Sur |
| 69 kg  | Alexandr Tretiakov · Rusia      | Csaba Hirbik · Hungría          | Son Sang-Pil Corea del Sur  |
| 76 kg  | Bajtiyar Baiseitov · Kazajistán | Filiberto Azcuy Aguilera · Cuba | Nazmi Avluca Turquía        |
| 85 kg  | Alexandr Menshchikov · Rusia    | János Kismoni · Hungría         | Martin Lidberg · Suecia     |
| 97 kg  | Gogui Koguashvili · Rusia       | Marek Švec · República Checa    | Davyd Saldadze · Ucrania    |
| 130 kg | Alexandr Karelin · Rusia        | Matt Ghaffari Estados Unidos    | Yuri Yevseichik Israel      |

### Lucha libre masculina
| Evento | Oro                            | Plata                        | Bronce                            |
| ------ | ------------------------------ | ---------------------------- | --------------------------------- |
| 54 kg  | Samuel Henson Estados Unidos   | Namiq Abdullayev Azerbaiyán  | Golamreza Mohamadi Irán           |
| 58 kg  | Alireza Dabir Irán             | Harun Doğan Turquía          | Guivi Sissaouri · Canadá          |
| 63 kg  | Serafim Barzakov Bulgaria      | Abas Hajkenari Irán          | Cary Kolat Estados Unidos         |
| 69 kg  | Arayik Guevorguian Armenia     | Zaza Zazirov · Ucrania       | Lincoln McIlravy Estados Unidos   |
| 76 kg  | Buvaisar Saitiyev · Rusia      | Moon Eui-Jae Corea del Sur   | Alexander Leipold · Alemania      |
| 85 kg  | Alireza Heidari Irán           | Mogamed Ibraguimov Macedonia | Yoel Romero Palacio · Cuba        |
| 97 kg  | Abas Yadidi Irán               | Marek Garmulewicz · Polonia  | Kuramagomed Kuramagomedov · Rusia |
| 130 kg | Alexis Rodríguez Valera · Cuba | Rasul Jadem Irán             | Andrei Shumilin · Rusia           |

### Lucha libre femenina
| Evento | Oro                              | Plata                            | Bronce                       |
| ------ | -------------------------------- | -------------------------------- | ---------------------------- |
| 46 kg  | Patricia Saunders Estados Unidos | Miyu Yamamoto Japón              | Inga Karamchakova · Rusia    |
| 51 kg  | Atsuko Shinomura Japón           | Ida Hellström · Suecia           | Yelena Yegoshina · Rusia     |
| 56 kg  | Gudrun Annette Høie · Noruega    | Anna Gomis Francia               | Sara Eriksson · Suecia       |
| 62 kg  | Nikola Hartmann-Dünser · Austria | Lene Aanes · Noruega             | Natalia Vinogradova · Rusia  |
| 68 kg  | Christine Nordhagen · Canadá     | Stéphanie Groß · Alemania        | Sandra Bacher Estados Unidos |
| 75 kg  | Kyoko Hamaguchi Japón            | Kristie Stenglein Estados Unidos | Edyta Witkowska · Polonia    |

## Medallero
| Núm. | País            | Oro | Plata | Bronce | Total |
| ---- | --------------- | --- | ----- | ------ | ----- |
| 1    | Rusia           | 5   | 0     | 5      | 10    |
| 2    | Irán            | 3   | 2     | 1      | 6     |
| 3    | Estados Unidos  | 2   | 2     | 3      | 7     |
| 4    | Corea del Sur   | 2   | 1     | 2      | 5     |
| 5    | Japón           | 2   | 1     | 0      | 3     |
| 6    | Kazajistán      | 2   | 0     | 0      | 2     |
| 7    | Cuba            | 1   | 1     | 1      | 3     |
| 8    | Noruega         | 1   | 1     | 0      | 2     |
| 9    | Bulgaria        | 1   | 0     | 1      | 2     |
| 9    | Canadá          | 1   | 0     | 1      | 2     |
| 11   | Armenia         | 1   | 0     | 0      | 1     |
| 11   | Austria         | 1   | 0     | 0      | 1     |
| 13   | Turquía         | 0   | 2     | 1      | 3     |
| 14   | Hungría         | 0   | 2     | 0      | 2     |
| 15   | Suecia          | 0   | 1     | 2      | 3     |
| 16   | Alemania        | 0   | 1     | 1      | 2     |
| 16   | Polonia         | 0   | 1     | 1      | 2     |
| 16   | Ucrania         | 0   | 1     | 1      | 2     |
| 19   | Azerbaiyán      | 0   | 1     | 0      | 1     |
| 19   | China           | 0   | 1     | 0      | 1     |
| 19   | Francia         | 0   | 1     | 0      | 1     |
| 19   | Macedonia       | 0   | 1     | 0      | 1     |
| 19   | República Checa | 0   | 1     | 0      | 1     |
| 19   | Rumania         | 0   | 1     | 0      | 1     |
| 25   | Israel          | 0   | 0     | 1      | 1     |
| 25   | Siria           | 0   | 0     | 1      | 1     |
|      | TOTAL           | 22  | 22    | 22     | 66    |